# Jangamakote, Sidlaghatta
Jangamakote là một làng thuộc tehsil Sidlaghatta, huyện Chikkaballapur, bang Karnataka, Ấn Độ.